# ZagrebDox
ZagrebDox är en internationell och årligen återkommande filmfestival för dokumentärfilm i Zagreb i Kroatien. Filmfestivalen har hållits sedan 2005 och äger rum årligen i slutet av februari och början av mars. ZagrebDox har en internationell karaktär med deltagare från hela världen. Filmfestivalen är en av de främsta i sitt slag i sydöstra Europa och de bästa dokumentärfilmarna föräras priser i olika klasser.     

### Fotnoter
1. ↑  Zagrebdox.net Arkiverad 13 augusti 2014 hämtat från the Wayback Machine. - Filmfestivalens officiella webbplats (engelska)